# 風早 (給油艦)
風早（かざはや）は、日本海軍の運送艦。マル急計画において計画、播磨造船所で建造された給油艦である。艦名は伊豆大島北端の風早埼による。1943年（昭和18年）3月末に竣工した。
同年10月6日、トラック沖合の太平洋でアメリカ海軍の潜水艦から魚雷攻撃を受け、沈没した。

## 概要
高速給油艦として計画されていた剣埼型給油艦が建造途中に潜水母艦に変更されたため、その代わりとして1941年（昭和16年）度のマル急計画で4隻の艦隊随伴用の大型給油艦が計画された。その第1艦である仮称第304号艦は「風早」と名付けられた。1943年（昭和18年）3月末に竣工後は重油輸送に従事するも、10月6日にアメリカ潜水艦と交戦し、沈没した。竣工から6か月ほどの艦歴であった。
なお同型艦のうち1隻は航空機搭載型に計画変更、特務艦「速吸」として竣工した。残り2隻は計画中止となったので、当初の計画通りに竣工したのは「風早」1隻のみである。

## 艦型
船体は計画のみに終わった逓信省標準船TL型タンカーをベースにして、艦隊随伴の給油艦として縦曳、横曳の他に斜曳、逆曳による洋上給油のできること、重油以外の補給物件の搭載の要求もあり、以下のような変更がされた。
艦隊随伴給油艦としての特有の設備は、後部マストを3脚として洋上給油のためのデリックを設けた。
更に艦橋の前後にそれぞれ1対のツインポストを設け同じく蛇管の吊り上げ用とした。
また縦曳給油用設備として、左舷寄りに全通の蛇管通路を設け、
甲板作業の便を図るために上甲板にブルワークを設けずハンドレールとしている。
船体中央部は基本的に補給用の重油タンクとなるが、最前部両舷を軽質油(ガソリン)タンクとし、その構造は空母のそれと同じにした。
そのタンクの中央側区画にはガソリンポンプ室と補給用真水タンクを設置した。
要求として潜水艦用ディーゼルエンジンの燃料となる2号重油の搭載もあり、中心線のタンクをそれに当て、給油ポンプ1台をその専用とした。
それと同時に潜水艦への荷電もできるようになっており、それ以外に補給関係として小艦艇への糧食と真水の補給ができた。
機関は逓信省標準船TL型タンカーに搭載予定だったものをそのまま搭載している。
計画速力は16.5ノットであるが、公試の条件が民間の試験より排水量の重い状態であり、商船としては19ノットに相当するものだった。
対空装備は計画の途中で高角砲口径の増大、連装化と強化の要求があったが、12cm単装高角砲を艦首に1門、艦尾に2門設置することで妥協した。
また25mm3連装機銃を艦橋両側に設置した。

## 艦歴
1941年（昭和16年）9月30日、播磨造船所で起工。1942年（昭和17年）9月25日に「風早」と命名され、同日に特務艦類別等級別表に風早型の1番艦として記載された。1943年（昭和18年）1月20日進水、3月31日竣工。横須賀鎮守府籍となり連合艦隊付属に編入される。
4月7日に横須賀を出港し、パレンバン、ボルネオ方面とトラック、ラバウル間で重油輸送に従事する。5月7日には駆逐艦「凉月」の出迎えを受けてトラックに入港した。
6月21日、佐世保を出発してパレンバン、トラック、ラバウル方面の重油輸送任務に従事した。7月27日未明、ニューアイルランド島カビエン北西南緯02度38分 東経149度20分 / 南緯2.633度 東経149.333度の地点でアメリカ潜水艦「スキャンプ」の雷撃を受け、魚雷1本が命中して損傷。トラックで応急修理の上、8月5日に貨客船「白山丸」（日本郵船、10,380トン）、護衛の水雷艇「鴻」と4805船団を構成して出港。8月12日に横須賀に到着後、播磨造船所に回航されて修理を実施した。
修理完了後の9月30日夜、豊後水道を出撃してトラックに向かう。北緯29度線付近まで駆逐艦「春風」の護衛を受けるが、以後単独行動となる。折しもエセックス級航空母艦を基幹とするアメリカ海軍の空母部隊が、ウェーク島に来襲するため中部太平洋に進出してきた。また航空機の誘導や不時着機の救助作業に潜水艦を活用し、攻撃目標の近海に配備する方針をとっていた。
第14任務部隊によるウェーク島空襲が実施されようとしていた10月6日未明、北緯10度26分 東経142度29分 / 北緯10.433度 東経142.483度の地点で「風早」はアメリカ潜水艦「スティールヘッド」に発見された。2時36分、「スティールヘッド」は魚雷を4本発射し、「風早」に2本が命中して1本は命中したものの不発だった。「スティールヘッド」は「風早」から爆雷による反撃を受けた。「スティールヘッド」は退避し、再び潜望鏡深度に戻って観測すると、目標から油が流出しているのを確認する。「スティールヘッド」は近くにいたアメリカ潜水艦「ティノサ」に以後の攻撃を託し、戦場から去っていった。
「風早」は魚雷が命中したものの自力航行は可能であり、連合艦隊は各部隊に救援を命じる。トラック泊地からは軽巡洋艦「五十鈴」と駆逐艦「海風」、「初風」が出動し、「風早」遭難現場に向かった。
一方、「ティノサ」は昼ごろに戦場に到着し、「風早」に対して魚雷を6本発射。3本が命中し、「風早」は更なる救援を請うた。「ティノサ」は間合いをとった後の18時18分に艦尾発射管から魚雷を4本発射し、2本命中を記録した。さらに間髪入れず艦首発射管から2本発射したものの、これは命中しなかった。いずれにせよ日本側記録で魚雷5本が命中した「風早」の浸水はますますひどくなり、前部から徐々に沈下。重要書類処分の上、18時30分に沈没した。乗員のうち特務艦長金桝義夫大佐以下154名が「海風」に、98名が「初風」に救助された他、カッター1隻が「五十鈴」に収容された
同年12月1日に除籍された。

## 歴代艦長
艤装員長
- 金桝義夫 大佐：1943年2月1日 - 1943年3月31日[43]

特務艦長
- 金桝義夫 大佐：1943年3月31日 - 10月10日[43]

## 同型艦
昭和16年度のマル急計画の4隻は、本艦と途中で計画変更となった「速吸」（はやすい、第306号艦）の2隻が竣工した。残りの2隻は建造取り止めとなったが、予定艦名は韓埼（からさき、第305号艦）[II]、稲取（いなとり、第307号艦）だった。1942年の改⑤計画で更に7隻計画されたが、全て建造取り止めとなった。予定艦名は雁来（かりこ、第5381号艦）、釣掛（つりかけ、第5382号艦）、雲見（くもみ、第5383号艦）、神須（かみす、第5384号艦）、膠州（こうしゅう、第5385号艦）、青島（せいとう、第5386号艦）、野間（のま、第5387号艦）。